# Luzie, der Schrecken der Straße
Luzie, der Schrecken der Straße (im tschechischen Original: Lucie, postrach ulice) ist eine sechsteilige tschechoslowakisch-deutsche Fernseh-Kinderserie aus dem Jahre 1980. Das Buch zur Serie schrieben Jindřich Polák und Ota Hofman, Regie führte Jindřich Polák. Die Serie wurde 1980 in Deutschland erstmals ausgestrahlt, in der Tschechoslowakei allerdings erst 1984, dort als Film. Der Film bzw. die Serie wurde in Westdeutschland, z. B. in Köln, sowie in den Prager Filmstudios Barrandov gedreht. Regisseur Jindřich Polák und der Tricktechniker Alexander Zapletal erhielten für die Serie den Grimme-Preis in Bronze.

## Handlung und Schauspieler
Die etwa sechsjährige Schulanfängerin Luzie Krause, gespielt von Žaneta Fuchsová, langweilt sich in den letzten Tagen vor dem ersten Schultag in der Stadt und möchte in Oswald Richters Bande aufgenommen werden. Dafür muss sie verschiedene Mutproben bestehen (auf das Dach einer Fabrik klettern, im Kaufhaus klauen etc.). Dazu gehört insbesondere ein Ladendiebstahl, bei dem sie Knetmasse stiehlt, aus der zwei lebendige Knetfiguren entstehen: eine große orangefarbene und eine kleine grüne. Diese beiden Figuren haben zuerst keine eigenen Namen. Erst als Luzie sie fragt, erzählen ihr die beiden, dass auf der Verpackung der Hersteller Friedrich & Friedrich Aktiengesellschaft zu lesen ist. Daraufhin beschließt Luzie, die beiden Friedrich und Friedrich zu nennen. Friedrich und Friedrich können sich in viele verschiedene Formen verwandeln und sorgen für allerlei Chaos. Schließlich gelingt es Luzie, die Packung mit den beiden heimlich ins Kaufhaus zurückzubringen und sie dann ehrlich zu erwerben.

## Synchronisation
| Rollenname         | Schauspieler      | Deutscher Synchronsprecher |
| ------------------ | ----------------- | -------------------------- |
| Luzie Krause       | Žaneta Fuchsová   | Inga Nickolai              |
| Frau Krause        | Daniela Kolářová  | Heidi Treutler             |
| Herr Krause        | Jaromír Hanzlík   | Michael Ande               |
| Opa Krause         | Jiří Pleskot      | Alf Marholm-Stoffels       |
| Friedrich (Orange) | Jiřina Bohdalová  | Klaus Höhne                |
| Friedrich (Grün)   | Josef Dvořák      | Michael Habeck             |
| Kaufhausdetektiv   | Otto Šimánek      | Horst Raspe                |
| Erzähler           | Vlastimil Brodský | Erik Schumann              |

## Episoden
| Folge | Titel                               | Erstausstrahlung  |
| ----- | ----------------------------------- | ----------------- |
| 1     | Luzie will nicht allein sein        | 12. Oktober 1980  |
| 2     | Luzie und Friedrich & Friedrich*    | 19. Oktober 1980  |
| 3     | Luzie und die schönen Zahnschmerzen | 26. Oktober 1980  |
| 4     | Luzie geht durch die Stadt          | 2. November 1980  |
| 5     | Luzie und der Sommerschnee          | 9. November 1980  |
| 6     | Luzie kommt zur Schule              | 16. November 1980 |

- Trotz des Titels der Folge zwei sind die beiden Knetmännchen in dieser Folge noch namenlos. Luzie nennt sie erst in der dritten Folge Friedrich und Friedrich. In der tschechischen Version heißen sie Ferda und Ferda.